# Muroto
Muroto (jap. 室戸市 Muroto-shi) – miasto położone w prefekturze Kōchi, w Japonii, na wyspie Sikoku. Leży prawie na samym końcu wielkiego, wyżynnego i słabo zaludnionego półwyspu, wcinającego się w kierunku południowo-wschodnim w wody otwartego Pacyfiku.
Niewielkie miasto istniało tu od dawna. W 1934 r. w miasto uderzył potężny tajfun, niszcząc je praktycznie w całości i zabijając ok. 3000 osób. Nowe miasto założone zostało 1 marca 1951 roku.
W 1960 r. na skalistym przylądku Muroto-misaki uruchomiono największy w tamtym czasie radar meteorologiczny, pozwalający wykrywać tajfuny z odległości 500 kilometrów.

## Populacja
Zmiany w populacji Muroto w latach 1970–2015:
| Rok  | Populacja |
| ---- | --------- |
| 1970 | 27 445    |
| 1975 | 26 660    |
| 1980 | 26 086    |
| 1985 | 25 309    |
| 1990 | 23 308    |
| 1995 | 21 430    |
| 2000 | 19 472    |
| 2005 | 17 490    |
| 2010 | 15 210    |
| 2015 | 13 523    |